# Nguyễn Phúc Miên Tích
Nguyễn Phúc Miên Tích (chữ Hán: 阮福綿㝜; 8 tháng 3 năm 1823 – 5 tháng 8 năm 1866), trước có tên là Miên Thực (绵寔), tước phong Trấn Man Quận công (鎮蠻郡公), là một hoàng tử con vua Minh Mạng nhà Nguyễn trong lịch sử Việt Nam.

## Tiểu sử
Hoàng tử Miên Tích sinh ngày 26 tháng 1 (âm lịch) năm Quý Mùi (1823), là con trai thứ 23 của vua Minh Mạng, mẹ là Tam giai Trang tần Trần Thị Tuyến. Ông là em cùng mẹ với Ninh Thuận Quận vương Miên Nghi. Khi còn là hoàng tử, ông là người có học hạnh.
Năm 1839, vua Minh Mạng cho triệu 7 hoàng tử còn nhỏ chưa được phong tước vào chầu, trong đó có Miên Tích, sai làm thơ ngay trước mặt để vua xem học lực. Hoàng tử Miên Tích làm thơ chưa hợp cách, cũng châm chước cho qua. Các hoàng tử Miên Tể, Miên Bật, Miên Vũ, Miên Thủ lời thơ thông ý đều được gia thưởng. Còn hai hoàng tử Miên Thần, Miên Trữ đều bỏ giấy trắng, bị phạt 3 tháng lương. Vua truyền chỉ quở mắng các thầy giảng tập của các hoàng tử, bắt từ nay phải chú tâm dạy dỗ, nếu các hoàng tử không được công trạng gì sẽ bị nghị tội không tha.
Năm Minh Mạng thứ 21 (1840), vua phong cho ông làm Trấn Man Quận công (鎮蠻郡公). Cùng năm đó, vua cho đúc các con thú bằng vàng để ban thưởng cho các hoàng thân anh em, các hoàng tử công và hoàng tử chưa được phong tước. Quận công Miên Tích được ban cho một con hổ bằng vàng nặng 6 lạng 9 đồng cân.
Năm Thiệu Trị thứ nhất (1841), vua ban cho các hoàng đệ là Miên Thần, Miên Tể, Miên Tích, Miên Lương và Miên Tỉnh mỗi người một chiếc thuyền mui đen để dự bị khi theo hầu.
Năm Tự Đức thứ 19 (1866), Bính Dần, ngày 25 tháng 6 (âm lịch), quận công Miên Tích mất, thọ 44 tuổi, thụy là Cung Huệ (恭惠). Mộ của ông được táng tại Nguyệt Biều (thuộc Hương Thủy, Thừa Thiên - Huế), còn phủ thờ được dựng ở ấp Trung Bộ (Hương Trà), sau dời về Bến Ngự, Huế. Phủ thờ của ông ngày nay không còn nữa.
Quận công Miên Tích có chín con trai và tám con gái. Ông được ban cho bộ chữ Xa (車) để đặt tên cho các con cháu trong phòng. Con trai thứ bảy là công tử Hồng Tuynh tập phong làm Kỳ ngoại hầu (畿外侯).